# Universitätsverlag

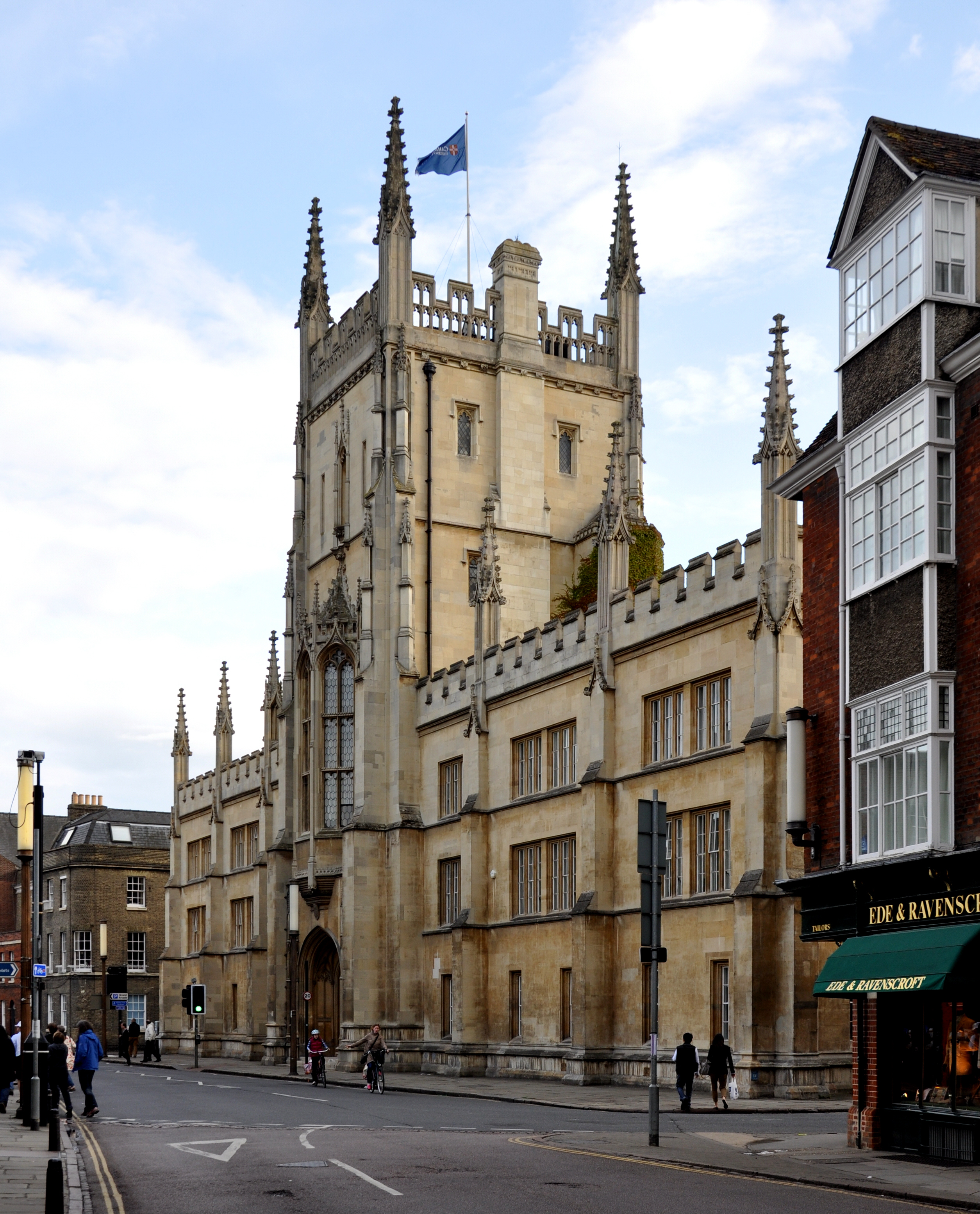

Unter Universitätsverlag (englisch: university press) wird in der Regel ein Wissenschaftsverlag verstanden. Die Rechtsformen der Universitätsverlage weisen erhebliche Unterschiede auf. Manche Verlage werden von Universitäten als Teil ihres Dienstleistungsspektrums betrieben und können daher von der Umsatzsteuer befreit sein. Andere agieren als eingebetteter Betrieb gewerblicher Art (BgA) oder als eigenständige gewerbliche Einheit mit voller Steuerpflicht. Da die Bezeichnung Universitätsverlag nicht geschützt ist, gibt es Universitätsverlage wie den Leipziger Universitätsverlag, die keine offiziellen Verbindung zu einer Universität aufweisen.
In den angloamerikanischen Ländern haben traditionelle Universitätsverlage wie Oxford University Press oder MIT Press eine große und marktdominierende Stellung. In den deutschsprachigen Ländern dagegen gibt es verschiedene Universitätsverlage in privater Führung, die ursprünglich aus einer Zusammenarbeit zwischen einer Universität und einem Buchhändler oder Verleger hervorgegangen sind. Daneben gibt es etwa 40 Universitätsverlage, von denen ein Großteil unter direkter Kontrolle der jeweiligen Hochschule stehen.
Ein Schwerpunkt ihrer Publikationstätigkeit liegt dabei häufig auf den Forschungsergebnisse von Universitätsangehörigen (Universitätsabsolventen oder -mitgliedern) und umfasst Dissertationen, Habilitationen, Sammelbänden etwa von Ringvorlesungen, Festschriften und Schriftenreihen. Es werden außerdem wissenschaftliche Fachzeitschriften, Lehrbücher, Ausstellungs- oder Sammlungskataloge sowie Referenzwerke (Wörterbücher, Lexika, Handbücher) herausgegeben.
Diese heutigen Universitätsverlage stellen zumeist Neugründungen der 1970er bis 1990er Jahre dar, andere sind erst mit dem Erfolg des Internets seit 2000 entstanden. Schon wegen des geringeren Alters sind sie im Vergleich zu den angloamerikanischen Verlagen kleiner. Ihre Orientierung an der eigenen Hochschule führt häufig dazu, dass das jeweilige Verlagsprogramm den Forschungs- und Lehrprofilen der jeweiligen Hochschule entspricht. Agieren die Universitätsverlage im Auftrag ihrer Hochschule und veröffentlichen vorwiegend deren Ergebnisse, ergänzen diese Verlage das kommerzielle Verlagswesen. Denn im Gegensatz zu gewinnorientierten, kommerziellen Verlagen ist das programmatische Ziel eines universitätsbetriebenen Verlags die möglichst weite Verbreitung der universitären Publikationen. Dies ist einer der Gründe, warum ein Großteil der Universitätsverlage das Open-Access-Publizieren fördert. Die Europäische Kommission hat diese Entwicklung mit der OAPEN Library gefördert, in der zahlreiche Publikationen von europäischen Universitätsverlagen und Wissenschaftsverlagen bereitstehen. Zum Erfahrungsaustausch, für die politische Arbeit und gemeinsame Messeauftritte haben die meisten von ihnen sich in der Arbeitsgemeinschaft der Universitätsverlage organisiert.

## Universitätsverlage und forschungseigene Publikationsservices in deutschsprachigen Ländern
- Aachen: Apprimus Verlag Aachen
- Bamberg: University of Bamberg Press[5]
- Berlin: Universitätsverlag der TU Berlin
- Berlin: Berlin Universities Publishing[6]
- Bielefeld: UniversitätsVerlagWebler[7]
- Bozen: Bozen-Bolzano University Press
- Bremen: APOLLON University Press, Bremen
- Bonn: Bonn University Press[8]
- Chemnitz: Universitätsverlag Chemnitz
- Düsseldorf: Düsseldorf University Press
- Erlangen-Nürnberg: FAU University Press
- Göttingen: Universitätsverlag Göttingen[9]
- Graz: Verlag der Technischen Universität Graz[10]
- Hagen: Hagen University Press[11]
- Hamburg: Hamburg University Press[12]
- Heidelberg: Heidelberg University Publishing (heiUP)[13]
- Hildesheim: Universitätsverlag Hildesheim
- Ilmenau: Universitätsverlag Ilmenau
- Innsbruck: Innsbruck University Press
- Karlsruhe: KIT Scientific Publishing
- Kassel: Kassel University Press
- Köln: PUBLISSO Publishing, Köln
- Konstanz: UVK Verlagsgesellschaft (vormals Universitätsverlag Konstanz)
- Leipzig: Leipziger Universitätsverlag
- Mainz: Mainz University Press[14]
- Merseburg: Hochschulverlag Merseburg
- München: TUM.University Press[15] und Open Publishing LMU[16]
- Oldenburg: BIS-Verlag der Universität Oldenburg
- Osnabrück: Universitätsverlag Osnabrück[17]
- Potsdam: Universitätsverlag Potsdam
- Regensburg: Publikationen der Universitätsbibliothek
- Saarbrücken: Universaar Saarbrücken
- St. Ingbert: Röhrig Universitätsverlag
- Siegen: universi – Universitätsverlag Siegen
- Stuttgart: Fraunhofer Verlag Stuttgart
- Tübingen: Tübingen University Press
- Wien: Verlag der Österreichischen Akademie der Wissenschaften
- Wien: TU Wien Academic Press
- Wien: Vienna University Press[18]
- Würzburg: Würzburg University Press (WUP)

## Weitere Universitätsverlage im Ausland
- Amsterdam University Press
- Bozen-Bolzano University Press
- Cambridge University Press
- Harvard University Press
- Oxford University Press
- Princeton University Press

## Verbände und Gemeinschaftsinitiativen von Universitätsverlagen
- Association of American University Presses[19]
- Association of European University Presses (AEUP)[20]
- Association of University Presses (AUP)[21]
- Arbeitsgemeinschaft Universitätsverlage